# Turistická značená trasa 6093
 Turistická značená trasa 6093 je žlutě vyznačená asi 5,5 kilometru dlouhá pěší trasa Klubu českých turistů vedená z Lysé nad Labem do Milovic.

## Popis trasy
Trasa začíná u rozcestníku na lyském Náměstí Bedřicha Hrozného poblíž kostela Narození svatého Jana Křtitele. Nejprve asi 1,5 km prochází městem Lysá nad Labem z centra na periferii (podél zámecké zdi, kolem základní školy, hřbitova a krematoria a sídlištěm). Po opuštění města vede přibližně 260 m po silnici II/272 a následně se stáčí o 90° doprava, mírně stoupá a vede asi 700m po polní cestě směrem k lesu, který pokrývá vrch Šibák. (V druhé polovině tohoto úseku se vedle cesty nachází sad, v němž se pasou ovce.) Po kratším úseku vedeném lesem (asi 280 m) trasa mírně klesá a asi 670 m vede po zpevněné cestě obklopené stromy. Přibližně v polovině tohoto úseku se trasa dostává z území města Lysá nad Labem na území města Milovice. V Milovicích nejprve prochází nevzhlednou periferií s řadou rozpadajících se objektů, kolem mezinárodního vojenského hřbitova (který má exteritoriální status) a následně čtvrtí zvanou Rakouský tábor, která postupně prochází revitalizací. V této čtvrtí prochází mezi stromořadím platanů a posléze větším dětským hřištěm. V centru Milovic (Náměstí 30. června) naproti radnici trasa zahýbá doprava a kolem obchodního centra směřuje k železničním kolejím (železniční trať Lysá nad Labem – Milovice). Za „šraňkami“ trasa naposledy zatáčí a po přibližně 240 metrech končí před milovickou železniční stanicí.
| Km  | Místo                         | Navazující a křižující trasy | Souřadnice                       |
| --- | ----------------------------- | ---------------------------- | -------------------------------- |
| 0   | Lysá nad Labem (náměstí)      | 0002                         | 50°12′7″ s. š., 14°50′19″ v. d.  |
| 2,5 | Šibák rozcestí                |                              | 50°13′ s. š., 14°51′20″ v. d.    |
| 5,5 | Milovice (železniční stanice) | 0054 1033                    | 50°13′45″ s. š., 14°52′56″ v. d. |

## Zajímavá místa
- Kostel Narození svatého Jana Křtitele (Lysá nad Labem)
- Lysá nad Labem (zámek)
- Šibák
- Vojenský hřbitov (Milovice)
- Stromořadí platanů Milovice